# Erma Knoll
Erma Knoll är en kulle i Antarktis. Den ligger i Sydshetlandsöarna. Argentina, Chile och Storbritannien gör anspråk på området. Toppen på Erma Knoll är 412 meter över havet.
Terrängen runt Erma Knoll är kuperad åt nordväst, men åt sydost är den bergig. Trakten är glest befolkad. Närmaste befolkade plats är St. Kliment Ohridski Base, 11,1 kilometer väster om Erma Knoll. 